# Розквіт (село)
Ро́зквіт — село в Україні, у Березівському районі Одеської області. Адміністративний центр Розквітівської сільської громади. Населення становить 1050. У селі діє Розквітівська ЗОШ.

## Історія
Під час організованого радянською владою Голодомору 1932—1933 років померло 5 жителів села.
Указом Президії Верховної Ради УРСР від 26 червня 1954 р. с. Гладке Онорівської сільської Ради перейменовано на с. Будьоннівське.
26 вересня 1958 р. с. Будьоннівське Ставківської сільської Ради перейменоване на село Розквіт.

## Населення
Згідно з переписом 1989 року населення села становило 943 особи, з яких 436 чоловіків та 507 жінок.
За переписом населення 2001 року в селі мешкало 1050 осіб.

### Мова
Розподіл населення за рідною мовою за даними перепису 2001 року:
| Мова       | Відсоток |
| ---------- | -------- |
| українська | 88,48 %  |
| російська  | 9,62 %   |
| вірменська | 0,76 %   |
| румунська  | 0,76 %   |
| болгарська | 0,19 %   |
| білоруська | 0,1 %    |
| німецька   | 0,1 %    |

## Освітні заклади
Єдиним закладом освіти у селі є Розквітівська загальноосвітня школа I-III-го ступеня.  Історія школи починається з 1940-х років, коли в панському будинку села Гладке було відкрито початкову школу. Першим директором школи був Загорний Микола Йосипович, а першою вчителькою Соколовська Ганна Федорівна. Кількість учнів та вчителів зростала і виникла необхідність у розбудові нової школи. Першим директором Гладківської середньої школи був Іван Бершадський, який працював у ній між 1950—1953 роками. 1959 року на загальних колгоспних зборах вирішили дати нову назву селу і назвали його Розквіт. Гладківська семирічна школа була переіменована на Розквітівську середню школу.
У школі є 14 класних кімнат, спортивний зал, кабінет інформатики, виробнича майстерня, їдальня, ігрова кімната для 1-го класу, учительська, кабінет директора, психолога, кабінет виховної роботи, кабінет медичної допомоги, лаборантські до кабінетів хімії та фізики, бібліотека та книгосховище.
Мовою навчання у школі є українська. Іноземні мови: англійська.